# Bradysia browni
Bradysia browni är en tvåvingeart som först beskrevs av Shaw 1935.  Bradysia browni ingår i släktet Bradysia och familjen sorgmyggor.
Artens utbredningsområde är Ontario. Inga underarter finns listade i Catalogue of Life.